# Renda (ort i Kina, Sichuan Sheng, lat 31,21, long 100,85)
Renda (kinesiska: 仁达, 仁达乡) är en ort i Kina. Den ligger i provinsen Sichuan, i den sydvästra delen av landet, omkring 310 kilometer väster om provinshuvudstaden Chengdu. Antalet invånare är 2 529. Befolkningen består av 1 179 kvinnor och 1 350 män. Barn under 15 år utgör 23,0 %, vuxna 15-64 år 70 %, och äldre över 65 år 6,0 %.
Runt Renda är det glesbefolkat, med 8 invånare per kvadratkilometer. Det finns inga andra samhällen i närheten. I omgivningarna runt Renda växer i huvudsak blandskog.
Genomsnittlig årsnederbörd är 920 millimeter. Den regnigaste månaden är juni, med i genomsnitt 233 mm nederbörd, och den torraste är december, med 2 mm nederbörd.